# Campionati europei di nuoto di fondo 2012 - 5 km femminili
I 5 chilometri femminili dei Campionati europei di nuoto di fondo 2012 si sono disputati il 15 settembre a Piombino.
La gara è stata vinta dall'italiana Rachele Bruni, con il tempo di 1h00'56"9.

## Risultati
| Pos.    | Atleta               | Nazionalità   | Tempo     | Distacco |
| ------- | -------------------- | ------------- | --------- | -------- |
| Oro     | Rachele Bruni        | Italia        | 1h00'56"9 | -        |
| Argento | Kalliopi Araouzou    | Grecia        | 1h01'53"5 | +56"6    |
| Bronzo  | Jana Pechanová       | Rep. Ceca     | 1h01'57"8 | +1'00"9  |
| 4       | Aurora Ponselé       | Italia        | 1h02'30"1 | +1'33"2  |
| 5       | Giorgia Consiglio    | Italia        | 1h02'42"1 | +1'45"2  |
| 6       | Aleksandra Sokolova  | Russia        | 1h02'58"4 | +2'01"5  |
| 7       | Elizaveta Gorškova   | Russia        | 1h03'12"8 | +2'15"9  |
| 8       | Coralie Codevelle    | Francia       | 1h04'08"4 | +3'11"5  |
| 9       | Nikolett Szilágyi    | Ungheria      | 1h04'22"8 | +3'25"9  |
| 10      | Natalia Charlos      | Polonia       | 1h04'41"5 | +3'44"6  |
| 11      | Lucinda Campbell     | Gran Bretagna | 1h05'08"0 | +4'11"1  |
| 12      | Angelina Kargal'ceva | Russia        | 1h05'15"8 | +4'18"9  |
| 13      | Yurema Requena       | Spagna        | 1h05'15"8 | +4'18"9  |
| 14      | Barbora Picková      | Rep. Ceca     | 1h05'33"5 | +4'36"6  |
| 15      | Kristina Neves       | Gran Bretagna | 1h05'45"5 | +4'48"6  |
| 16      | Špela Perše          | Slovenia      | 1h06'30"1 | +5'33"2  |
| 17      | Xenia Vilariño       | Spagna        | 1h06'30"3 | +5'33"4  |
| 18      | Rotem Amit           | Israele       | 1h10'15"3 | +9'18"4  |
| 19      | Ezgi İnkaya          | Turchia       | 1h12'57"6 | +12'00"7 |
| -       | Anna Olasz           | Ungheria      | -         | DNS      |
| -       | Alexandra Panayides  | Cipro         | -         | DNS      |
| -       | Lucia Vachanová      | Slovacchia    | -         | DNS      |